# Соляная площадь (Вроцлав)
Соляная площадь (пол. Plac Solny) — часть городской инфраструктуры Вроцлава.
Расположена в историческом районе Старый город. К площади сходятся улицы — Руская, Келбаснича, Эугенюша Гепперта, Рынок.

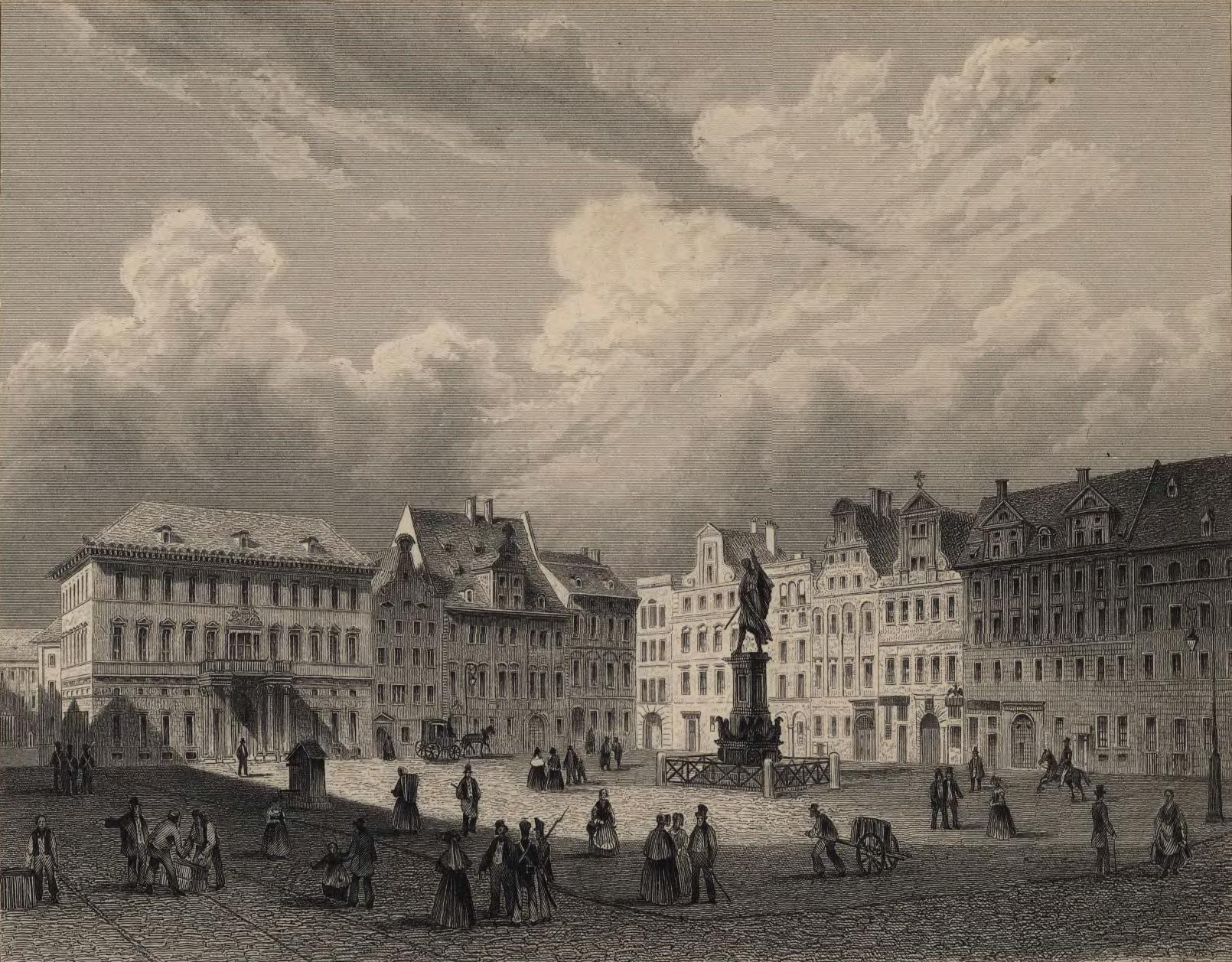
Литография XIX века. На площади ещё стоит памятник Блюхеру

## История
Современное название дано по существовавшей здесь в средние века торговле солью. Первое упоминание о площади восходит к 1242 году, употреблялись также названия польский рынок и соляной рынок.
С 1827 по 1945 год носила название Blücherplatz в честь прусского маршала Гебхарда Леберехта фон Блюхера (1742—1819). Памятник Блюхеру был воздвигнут на площади в 1827 году, авторами были Кристиан Даниэль Раух (скульптура) и Карл Фердинанд Лангганс (пьедестал). В 1945 году памятник был разрушен.
Во время Второй мировой войны большая часть домов на площади была разрушена или сильно повреждена. Большинство из них были перестроены ещё до 1961 года, с изменением фасадов и этажности.
В конце XX века на площади был установлен ставший её новым архитектурным акцентом (с 1827 по 1944 год на этом месте стоял памятник Блюхеру) обелиск (называемый Маленький шпиль) в виде стилизованной устремляющейся в верх волны, напоминающей пламя огня. Это отсылка к событиям XV века, когда под влиянием пламенных проповедей францисканца Иоанна Капистранского (1386—1456) жители Вроцлава выносили мебель, одежду и другие предметы, считавшиеся слишком роскошными, из своих квартир и сжигали их здесь, на площади. Проект обелиска был выполнен в 1996 году Адамом Выспяньским.
Сегодня большая часть площади занята цветочным рынком. В окружающих площадь домах есть многочисленные рестораны и кафе.

## Достопримечательности

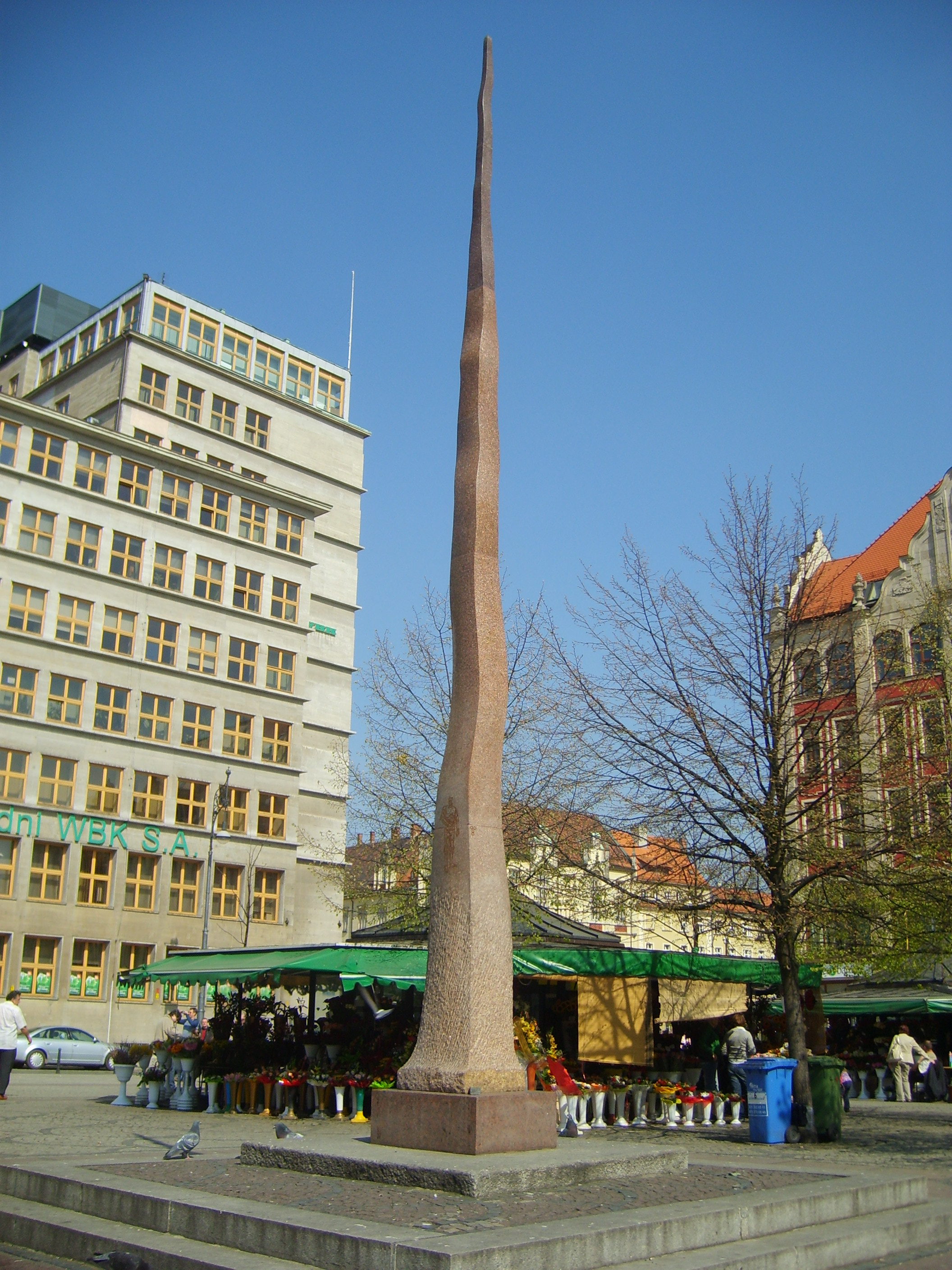
Малый шпиль

Малый шпиль (иглица).